# Gambrinus (Person)

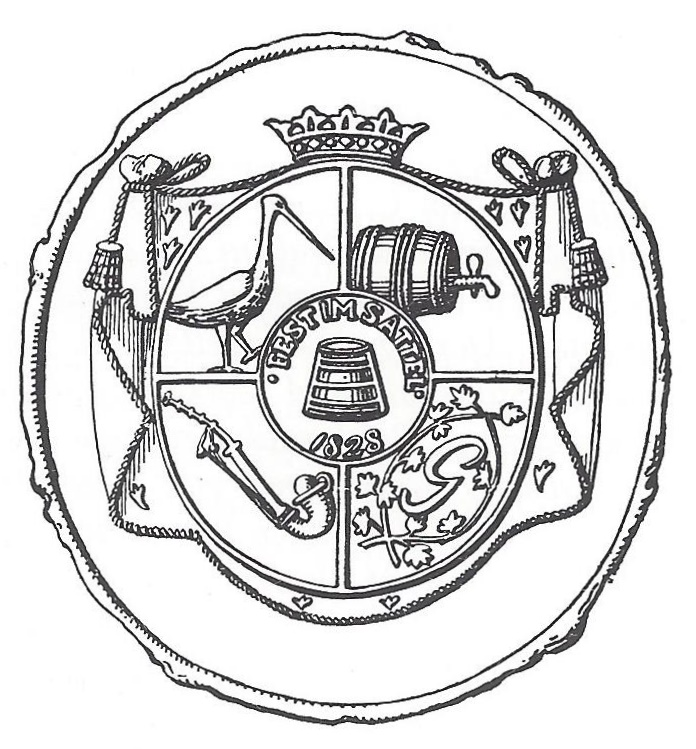
Gambrinussiegel (1828)

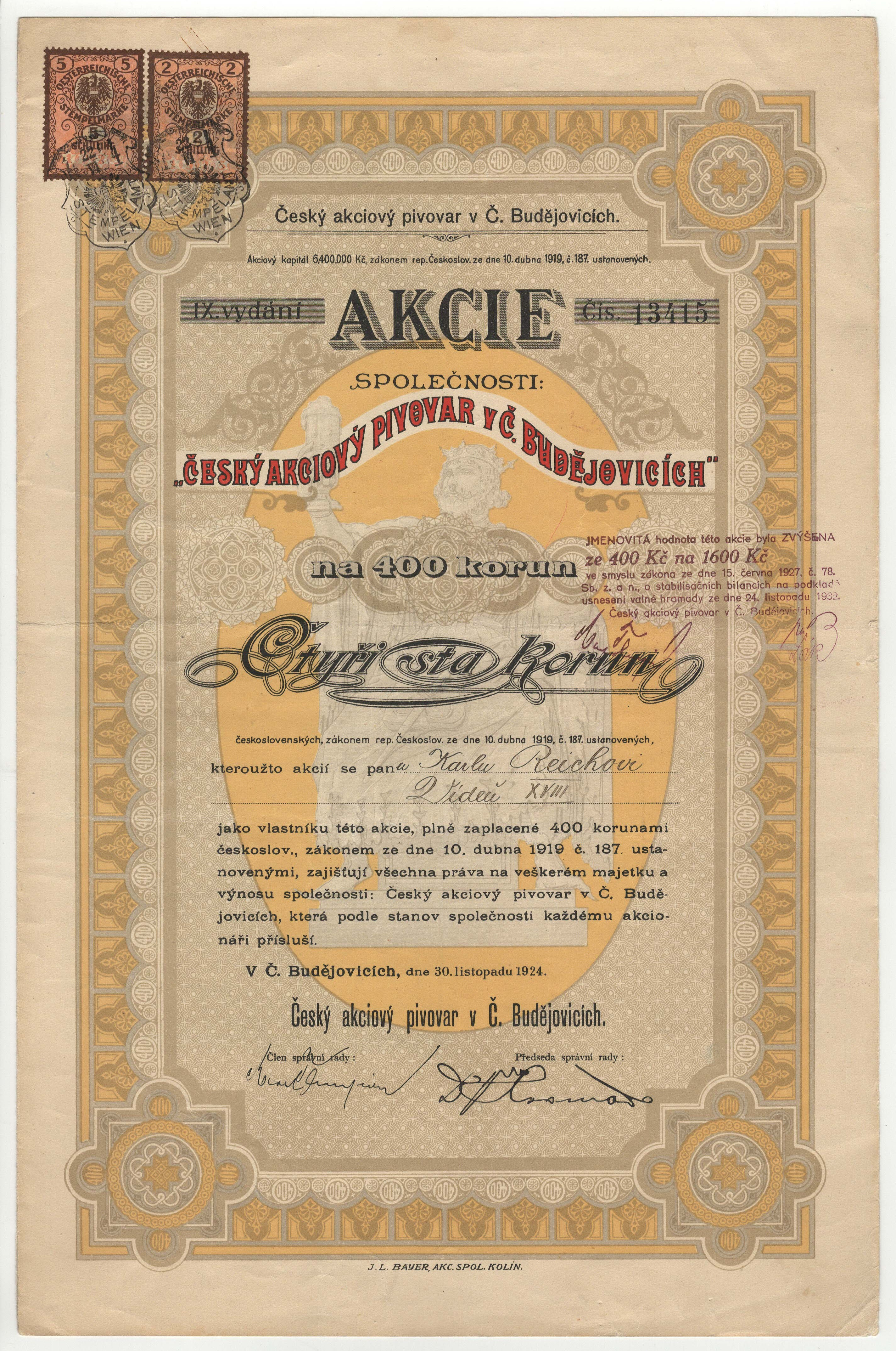
Aktie der Český akciový pivovar in Budweis vom 30. November 1924 mit Darstellung des Königs Gambrinus.

Gambrinus war ein legendärer König, der als Erfinder des Bierbrauens angesehen wurde.
Er war jedoch nicht Schutzheiliger der Brauer, dies sind Florian von Lorch, Arnulf von Metz (St. Arnold) oder alternativ Arnulf von Soissons. In der Literatur und bildenden Kunst wird Gambrinus auch als Gegenstück zu dem Weingott Bacchus dargestellt.

## Namensursprung
Johannes Aventinus erzählt 1519 in seinen Annales Bajorum, Gambrivius sei ein Sohn eines germanischen Königs Marsus gewesen. Dieser habe Isis, die altägyptische Göttin der Mutterschaft und Fruchtbarkeit, geheiratet. Von dieser habe er das Brauereihandwerk gelernt und seine Kunst dann weiterverbreitet. Nach einer anderen Erklärung stammt diese Behauptung von dem deutschen Dichter Burkard Waldis (1543).
Der Name Gambrinus – erstmals 1574 in Antwerpen in den damaligen Niederlanden belegt – dürfte auf einem Druckfehler (aus Gambrivius) beruhen. Dieser wurde von Annius von Viterbo vom Namen der bei Tacitus (Germania, Kapitel 2) genannten Gambrivii abgeleitet. Tacitus berichtete ebenso von einem Germanenstamm der Marsi.
Wegen seiner Bedeutung haben viele europäische und nordamerikanische Brauer die Figur oder den Namen in ihre Biermarken übernommen. Mindestens vier bedeutende Brauereien sind nach Gambrinus benannt, die Gambrinus-Brauerei in Pilsen, Tschechien, die The Gambrinus Company in San Antonio, Texas, Gambrinus in Mülhausen, Elsass und die Gambrinus-Brauerei in Weiden in der Oberpfalz. Das Antlitz des Gambrinus schmückt auch die Biere der luxemburgischen Biersorte Battin (Brasserie Nationale), der niederländischen Marke Hertog Jan (InBev) und der spanischen Marke Cruzcampo.